# 拉氏双边凹螺
拉氏双边凹螺（学名：Chamalycaeus rathouisianus）为帶管蝸牛科双边凹螺属的动物，是中国的特有物种。分布于江苏、安徽、湖南等地，生活环境为陆地，主要栖息于石灰岩丘陵地带。

## 外部連結
- 維基物種上的相關：拉氏双边凹螺